# Rytířský řád San Marina
Řád svatého Marina (italsky Ordine Equestre Civile e Militaire di San Marino) je státní vyznamenání Republiky San Marino. Byl založen 13. srpna 1859 Velkou generální radou tohoto malého státu jako záslužný řád. San Marino má dva řády, nižší je Řád sv. Agáty.
Patronem řádu je svatý Marinus, který je patronem a zakladatelem celého státečku. Velmistry řádu jsou spolu oba kapitáni-regenti, kteří vykonávají funkci hlavy státu.
Řád má pět tříd:
- Velkokříž Cavaliere di gran croce
- Velkodůstojník Grande ufficiale
- Komandér Commendatore
- Důstojník Cavaliere ufficiale
- Rytíř Cavaliere

## Řádová deviza
Řádová deviza se nachází na insignii řádové hvězdy, udílené velkodůstojnékům a velkokřížům, kde je v centrálním medailónu nápis: "RELINQUO VOS LIBEROS AB UTROQUE HOMINE" ("zanechávám vás svobodné od obou mužů"). Jde o poslední slova sv. Marina; oběma muží jsoou míněni papež a císař. Právě tato slova jsou základem nezávislosti sanmarinské republiky. 

Stuhy Řádu sv. Marina
Rytíř
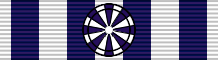
Důstojník
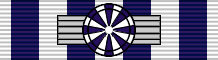
Komandér
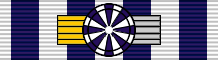
Velkodůstojník
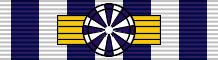
Velkokříž